# تپه ع ورزقان
تپه ع ورزقان مربوط به هزاره اول قبل از میلاد - عصر آهن - دوره اشکانیان است و در شهرستان ورزقان، بخش مرکزی، ۱۷۰۰ متری جنوب شرقی شهر ورزقان واقع شده و این اثر در تاریخ ۱۲ شهریور ۱۳۸۶ با شمارهٔ ثبت ۱۹۳۳۲ به‌عنوان یکی از آثار ملی ایران به ثبت رسیده است.